# Bella Abzug

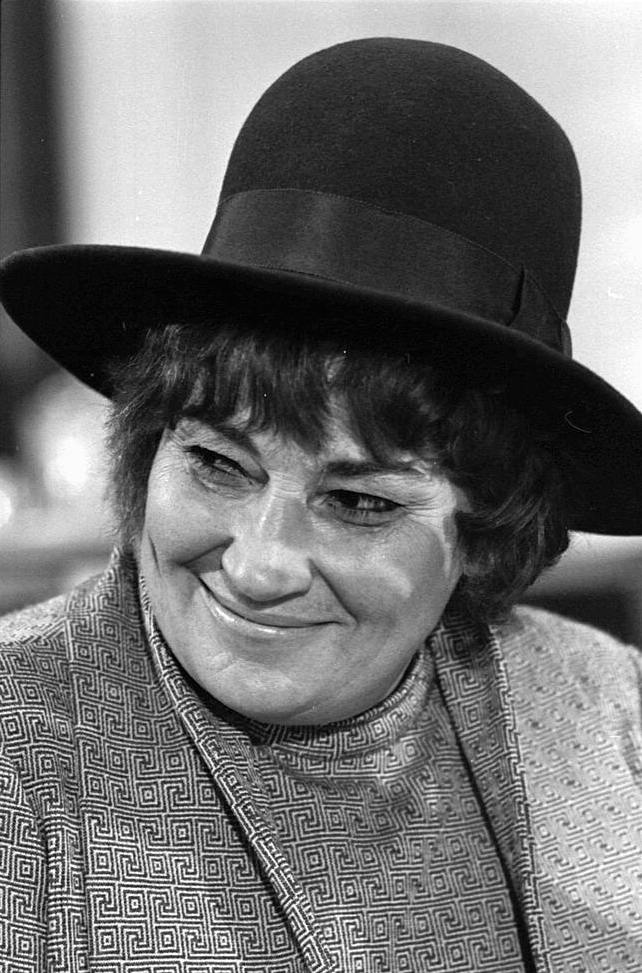
Bella Abzug (1971)

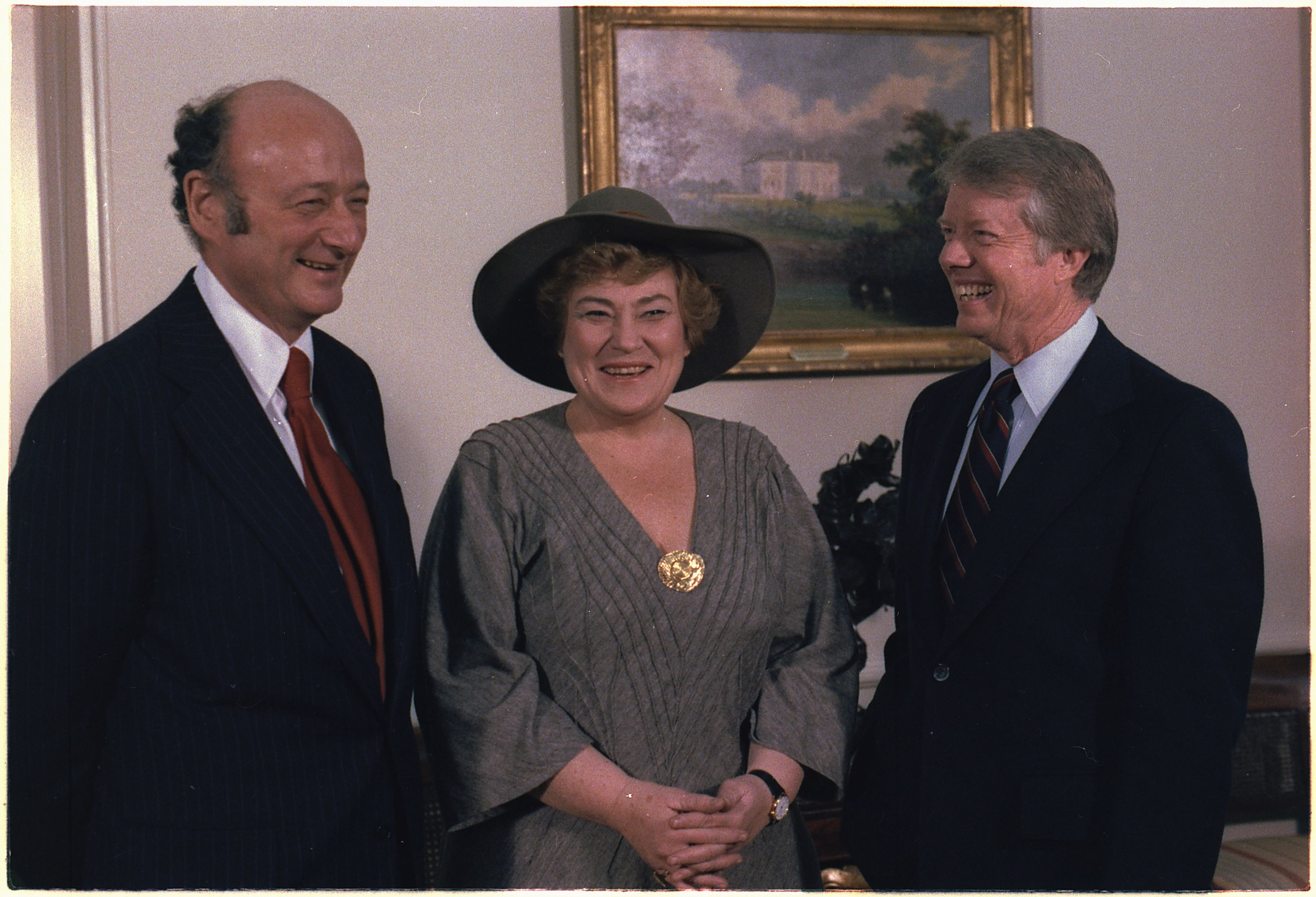
Abzug mit New Yorks Bürgermeister Ed Koch (links) und Präsident Jimmy Carter (1978)

Bella Savitzky Abzug (* 24. Juli 1920 in New York City, New York; † 31. März 1998 ebenda) war eine US-amerikanische Politikerin der Demokratischen Partei, Feministin und Friedensaktivistin.

## Leben
Bella Savitzky war die Tochter russisch-jüdischer Immigranten, die einen Schlachterladen in der New Yorker Bronx betrieben. Sie besuchte die Walton High School in New York City und studierte dann am Hunter College der City University of New York und an der Columbia University Rechtswissenschaften; sowie im Anschluss am Jewish Theological Seminary. Nach ihrem Studium war sie als Rechtsanwältin in New York City tätig. Vom 3. Januar 1971 bis 3. Januar 1977 gehörte sie als Abgeordnete dem Repräsentantenhaus der Vereinigten Staaten an. 1976 trat sie nicht zur Wiederwahl an; stattdessen bewarb sie sich um die Nominierung ihrer Partei für die Wahl zum US-Senat. Nachdem sie zunächst als Favoritin gegolten hatte, unterlag sie letztlich knapp dem konservativeren Daniel Patrick Moynihan mit 35:36 Prozent der Stimmen. Dieser gewann hinterher die eigentliche Wahl gegen Amtsinhaber James L. Buckley von der Conservative Party.
Auch die beiden folgenden Kandidaturen von Bella Abzug blieben erfolglos. Zunächst strebte sie 1977 die Aufstellung für die Wahl zum Bürgermeister von New York. In einer sehr knappen Entscheidung belegte sie mit 16,6 Prozent der Stimmen in der Primary den vierten Platz hinter Amtsinhaber Abraham D. Beame (18 Prozent), Mario Cuomo (18,6 Prozent) und dem siegreichen Ed Koch (19,9 Prozent). Im folgenden Jahr nominierten die Demokraten sie wieder für die Wahl zum US-Repräsentantenhaus, doch dort verlor sie mit knapp zwei Prozentpunkten Rückstand gegen den Republikaner Bill Green.
1990 gründete sie gemeinsam mit Mim Kelber die Women's Environment & Development Organization. Am 31. März 1998 verstarb Bella Abzug in New York City. Abzug war mit Martin Abzug verheiratet und hatte zwei Kinder.

## Werke
- Bella! Ms. Abzug goes to Washington, (editiert von Mel Ziegler), Saturday Review Press, 1972, ISBN 0-8415-0154-8
- Gender gap : Bella Abzug’s guide to political power for American women, Bella Abzug und Mim Kelber, Houghton Mifflin, 1984, ISBN 0-395-36181-8